# Remifentanilo
El remifentanilo es un opioide agonista puro de los receptores μ de la morfina. Es potente, de acción ultracorta y no acumulable, que se emplea durante las intervenciones quirúrgicas y procedimientos dolorosos para suministrar analgesia y sedación.

## Farmacocinética
Inicio: inmediato tras un bolo IV (intravenoso), lo que se demore en llegar y entrar al cerebro, menor de 90 segundos tras infusión IV.
Efecto máximo: 90 segundos tras bolo IV, 10 minutos tras inicio infusión IV.
Duración: menor de 5 minutos, incluso tras infusiones muy prolongadas.

## Dosificación
En adultos se emplean infusiones intravenosas que pueden ser de 0,03 a 0,1 mcg/kg/min para pacientes en ventilación espontánea, y de 0,1 a 1 mcg/kg/min en pacientes con ventilación controlada. Los niños requieren dosis algo superiores a las de los adultos por kilogramo de peso corporal. En procedimientos muy breves pueden usarse bolos de 20 a 50 mcg en adultos.

## Metabolismo
Se elimina mediante hidrólisis del enlace éster por esterasas inespecíficas, tisulares y plasmáticas. Dada la gran presencia de esta esterasa, el sistema no es saturable y la vida media sensible al contexto permanece en torno a 5 minutos después de infusiones muy prolongadas (hasta 10 horas). Los metabolitos son virtualmente inactivos. Este perfil permite el uso de dosis altas o muy altas cuyos efectos desaparecen rápidamente, consiguiéndose así mayor estabilidad hemodinámica.

## Efectos secundarios
Comunes a todos los opioides: náuseas, vómitos, prurito, mareo, hipotensión, bradicardia, rigidez muscular y depresión respiratoria.

## Interacciones más importantes
Potencia la acción de otros depresores del sistema nervioso central.

## Potencia
Comparando su efecto analgésico-sedante en pacientes ventilados, el remifentanilo puede ser superior a la morfina pero no al fentanilo.

## Presentación (en España)
ULTIVA (GSK), viales de 1, 2 y 5 mg con polvo para reconstituir.
También diversas presentaciones genéricas en viales de 1, 2 y 5 mg con polvo para reconstituir.
Uso exclusivo hospitalario, control de estupefacientes.